# Monstruo de Frankenstein
El monstruo de Frankenstein es un personaje de ficción que apareció por primera vez en la novela Frankenstein o el moderno Prometeo, de Mary Shelley. Se trata de un ser creado a partir de partes diferentes de cadáveres, al cual le es otorgada la vida por su creador, Víctor Frankenstein, durante un experimento. El personaje ha llegado a formar parte de la cultura popular y ha sido fuente para la creación de otros personajes de novelas, cómics, series de televisión y películas.

## Carencia de nombre

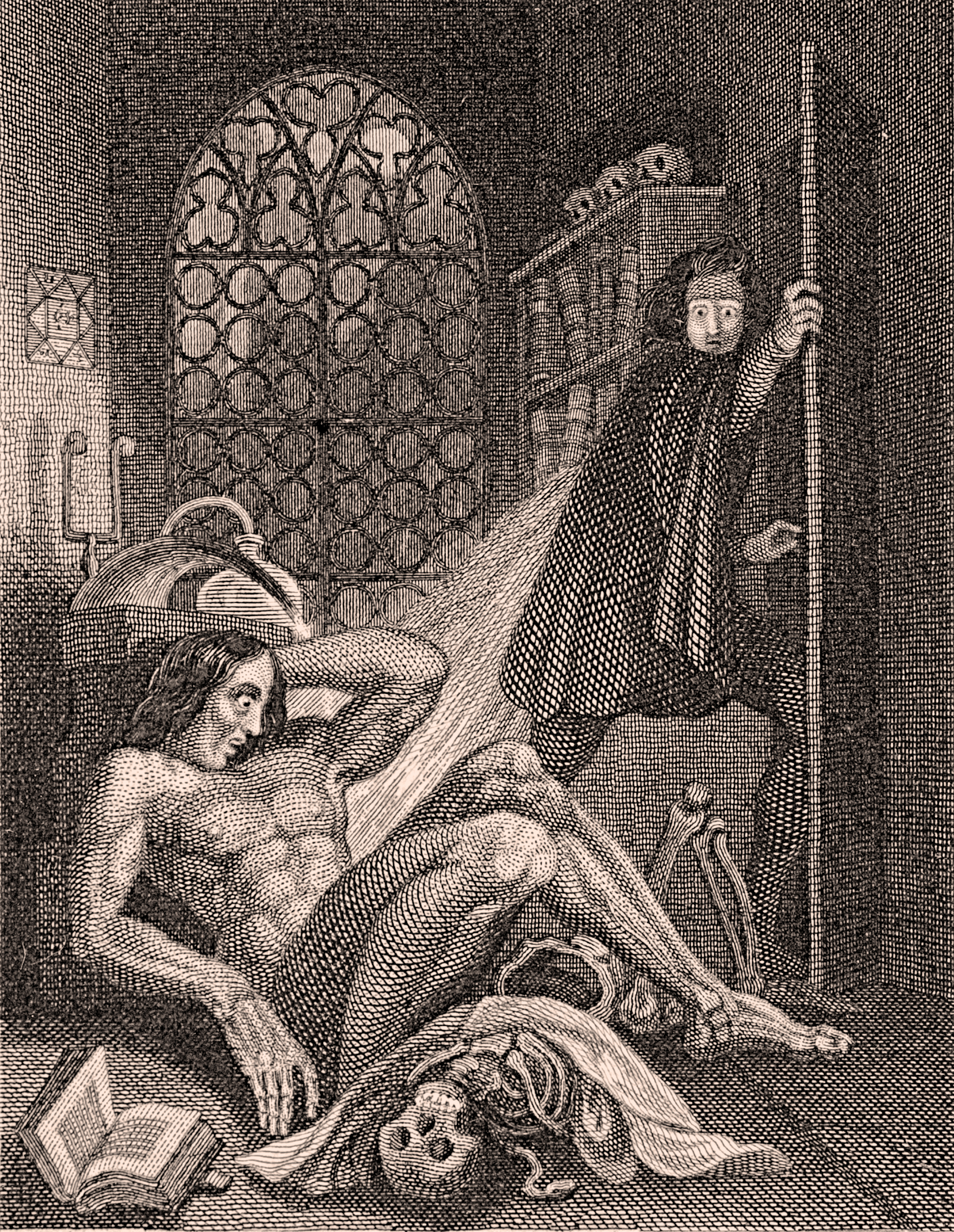
Grabado en acero (993 × 78 mm), para el frontispicio de la edición revisada de 1831 del Frankenstein de Mary Shelley, publicado por Colburn y Bentley, Londres.

En la novela es un símbolo de su orfandad, alienación y falta de sentido e identidad humana. Los diferentes personajes de la historia —principalmente, Víctor Frankenstein— se refieren a él usando diversos apelativos: demonio, miserable, desgraciado... De manera significativa, el término "monstruo" se utiliza pocas veces en la novela.
El monstruo anónimo pasó a ser parte de la tradición cuando la historia de Mary Shelley fue adaptada para los escenarios en obras serias y cómicas en Londres y París durante las décadas posteriores a la aparición de la novela. La propia Mary Shelley asistió a una actuación de Presumption, la primera adaptación exitosa de su novela al teatro. "El programa de la obra me divirtió sumamente, porque en la lista de personajes aparecía  por el Sr T. Cooke", según escribió a su amigo Leigh Hunt. "Este modo anónimo de nombrar a lo innombrable es bastante bueno".
En este vacío, es comprensible que el nombre del creador de Frankenstein pronto se utilizara igualmente para el nombre de su creación. Ese error se cometió ya en las primeras décadas tras la publicación de la novela, pero no empezó a ser popular hasta los años 30, con la famosa película de los estudios Universal protagonizada por Boris Karloff. La película se basa en gran medida en una obra teatral de Peggy Webling, estrenada en Londres en 1927. Curiosamente, en el Frankenstein de Webling se da ese nombre realmente a su criatura; sin embargo los créditos de la película de la Universal listan al personaje que Karloff interpretó allí solo con signos de interrogación.

## Descripción y carácter
En la novela, el monstruo aparece como una criatura humanoide de enorme estatura dado que «la pequeñez de las partes constituía un gran obstáculo para la rapidez de mi trabajo», (según palabras del propio Victor Frankenstein), de unos ocho pies de alto (2,44 m, aproximadamente). De forma premeditada, los detalles del proceso de su creación se dejan imprecisos, aunque resulta implícito que su creador se valió de fragmentos de cadáveres procedentes de las salas de disección, patíbulos y mataderos. Este lo describe en los siguientes términos:
«¿Cómo podría transmitirle la emoción que sentí ante aquella catástrofe o hallar frases que describan al repugnante engendro que, al precio de tantos esfuerzos y trabajos, había creado? Sus miembros estaban, es cierto, bien proporcionados, y había intentado que sus rasgos no carecieran de cierta belleza. ¡Belleza! ¡Dios del cielo! 
»Su piel amarillenta apenas cubría la red de músculos y vasos sanguíneos. Su cabello era largo y sedoso, sus dientes muy blancos, pero todo ello no lograba más que realzar el horror de los ojos vidriosos, cuyo color podía confundirse con el de las pálidas órbitas en las que estaban profundamente hundidos, lo que contrastaba con la arrugada piel del rostro y la rectilínea boca de negruzcos labios. [...] ¡Ay! Nadie hubiera soportado el horror que su vista inspiraba. Una hedionda momia resucitada no habría parecido tan horrenda como aquel engendro. Pude contemplarlo cuando todavía no estaba terminado y ya entonces me había producido repulsión. Pero al transmitirle la vida a sus músculos y articulaciones le había convertido en algo que ni el mismo Dante hubiera podido imaginar.»
Casi inmediatamente después de nacer es capaz de ponerse en pie, caminar y usar ropas: es pues, en contra de lo que habitualmente ha mostrado el cine, un ser bastante inteligente. Además es muy sensible y emocional, anhela la compañía y el afecto y su único objetivo es compartir su existencia con otro ser dotado de sentimientos, semejante a él. Es muy elocuente y articulado, llegando a hablar y a escribir con gran corrección en francés, y posiblemente también en alemán y en inglés. Admira la belleza, y su mayor placer es ver «las flores, los pájaros y todas las alegres galas del verano». Tiene inclinaciones pacíficas, y aunque conoce el uso de la carne, prefiere alimentarse de raíces, bayas y nueces que encuentra por el campo, siendo vegetariano. Le gusta leer, y varios de los libros que lee son El paraíso perdido de Milton (a cuyo héroe, Satán, admira, y con el que llega a compararse "debería ser tu Adán, pero soy tu ángel caído", le llega a decir a Frankenstein, y que de paso le sirve para comprender las nociones de creación y divinidad), Las desventuras del joven Werther, de Goethe (que también excita grandemente su admiración y le introduce en el mundo de las relaciones humanas) y Las vidas paralelas, de Plutarco (que le permiten llegar a conocer los hechos históricos más notables de la Antigüedad). Sin embargo, el continuo rechazo de que es objeto, lo hace convertirse en un ser solitario, amargado y vengativo. A pesar de eso, es continuamente atormentado por remordimientos, que lo diferencian de otros monstruos de la literatura gótica, como Drácula o el vampiro Lord Ruthven de Polidori, quienes jamás experimentan arrepentimiento. En ciertos aspectos, guarda un gran parecido con el arquetipo literario, frecuente en aquella época, del "buen salvaje", popularizado durante la Ilustración por Rousseau y otros escritores, quienes afirmaban que el hombre es bueno por naturaleza, y que es la sociedad la que lo pervierte.

## En la novela

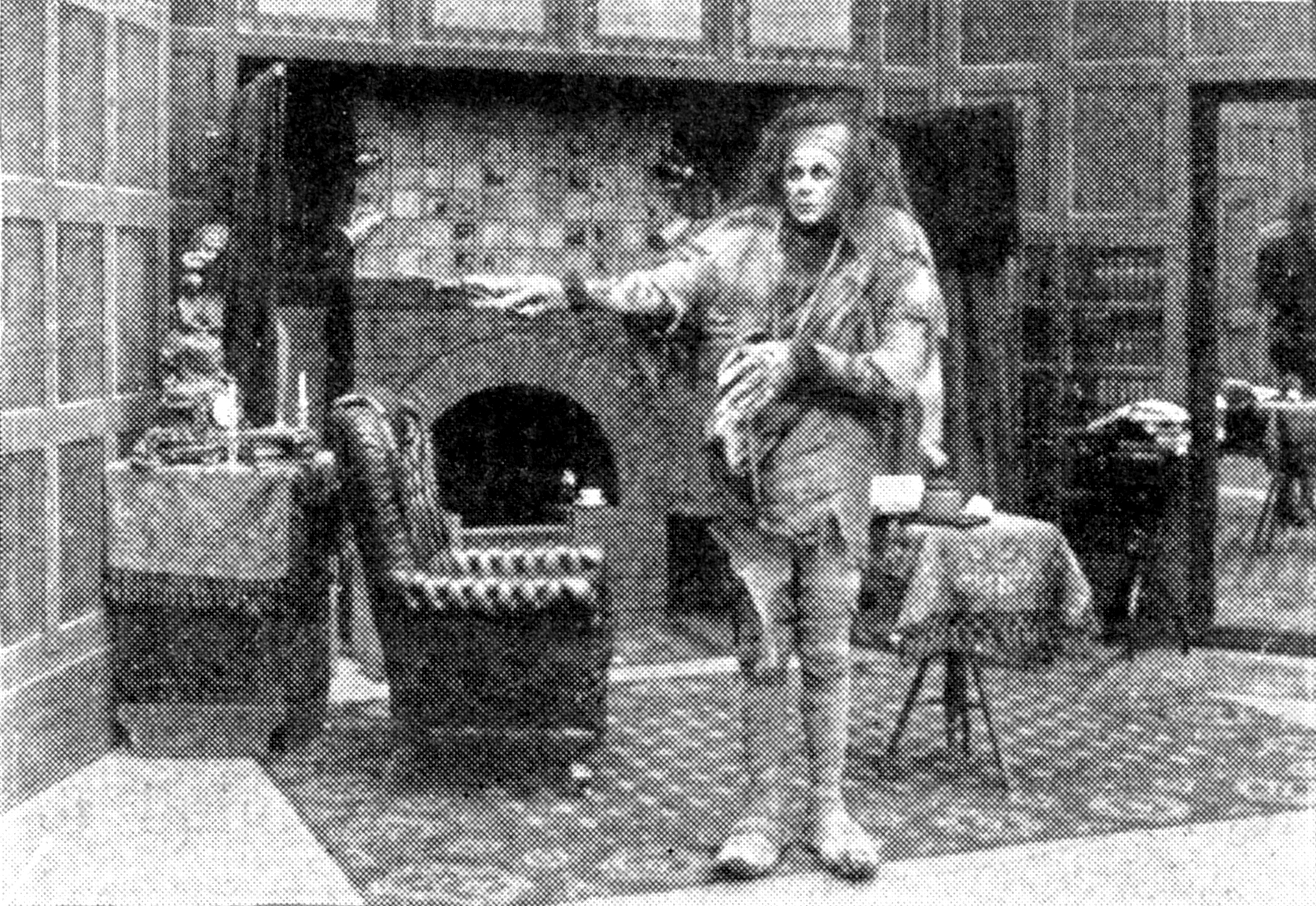
Fotograma de la película Frankenstein (1910), que muestra a Charles Ogle como el monstruo

Nada más recibir la vida de su creador, Víctor Frankenstein, es abandonado por éste a su suerte, repugnado por su horrible y abyecto aspecto físico. Durante varios días, el monstruo, asustado, entristecido e ignorante de su identidad, vaga por los bosques, sobreviviendo como puede a base de bayas silvestres y agua del río. Conforme el tiempo va empeorando y la comida se vuelve en el bosque cada vez más escasa, busca refugio en un pueblo cercano, donde todos sus intentos por contactar con seres humanos acaban de manera violenta y desastrosa, al ser rechazado por todos por su fealdad. Finalmente encuentra cobijo en un cobertizo abandonado en una remota granja, habitada por una familia, los De Lacey, originaria de Francia. En el transcurso de los meses siguientes, y a fuerza de observar sin ser visto a los moradores de la casa, con los que llega a encariñarse, el monstruo aprende a hablar, a leer, a escribir y empieza a comprender mejor el mundo que le rodea. Se vuelve culto, elocuente y refinado. Pero también se vuelve consciente de su propia deformidad física y de la anormalidad de su nacimiento, que lo apartan de las personas. Gracias a unos papeles que encuentra en un bolsillo de unas ropas que se llevó del laboratorio de Frankenstein, y que son el diario de éste, acaba por conocer la historia de su creador y los pormenores relativos a su nacimiento, lo que le lleva a experimentar un creciente rechazo hacia sí mismo.
Sin embargo, no renuncia a la posibilidad de hacerse amigo de la familia, y un día que los hijos están ausentes, intenta acercarse al padre, que, al estar ciego, no puede verle y no es consciente por tanto de su deformidad. Sin embargo, cuando el resto de la familia regresa, es de nuevo objeto de rechazo y de horror, y expulsado a golpes de la casa.
De nuevo solo y separado de la compañía de todo ser inteligente, vaga otra vez por los bosques, con la esperanza de encontrar a Victor Frankenstein y apelar a su simpatía y obligaciones como creador suyo. Encuentra en su camino a una niña campesina que está a punto de morir ahogada. Le salva la vida, pero cuando el padre de la niña le descubre, le dispara con una escopeta y está a punto de matarlo.
Resueltamente amargado ya por este hecho y albergando deseos de odio y de venganza contra la humanidad, consigue llegar finalmente a los alrededores de Ginebra, ciudad donde reside la familia de Frankenstein. La fatalidad hace que se tope con William, el hermano pequeño de Victor, y al saber de su parentesco, en un arrebato de rabia, lo asesina. Envalentonado y furioso, abandonándose a impulsos homicidas, arregla las pruebas de manera que las culpas del asesinato recaigan sobre Justine, la criada encargada de cuidar al niño, la cual es condenada a muerte y ejecutada.
Poco después se encuentra con Víctor Frankenstein en persona, al que cuenta su historia, culpándole airadamente de haberle creado para haberse después desentendido de él y haberle condenado a una vida amargada y miserable, abocada a la más absoluta soledad. Exige que cree para él una compañera, un ser semejante a él, pero de sexo femenino, con el que promete que se alejará para siempre de la vecindad humana. Conmovido por la historia que el monstruo le ha contado, pero también alarmado al conocer la naturaleza de sus crímenes, y temeroso de su posible venganza, Frankenstein accede reluctante a cumplir los deseos de su criatura. El científico y su mejor amigo, Henry Clerval, se trasladan a un apartado rincón de Escocia, donde, en secreto, emprenderá la creación de una segunda criatura. Sin embargo, experimentado una cada vez mayor repugnancia por la tarea, y atormentado por los remordimientos y por la posibilidad de dar origen a una raza de monstruos, que se convierta en un peligro para la humanidad, se ve incapaz de continuar. El angustiado monstruo reaparece y de nuevo apela a los deberes de Frankenstein para con él, implorando que continúe con su trabajo. Pero Frankenstein se muestra inflexible y al no obtener resultado alguno, se retira profiriendo terribles amenazas: "Me iré, pero, recuerda: asistiré a tu noche de bodas".
Poco después, el monstruo estrangula a Henry Clerval, y a Victor se le acusa de este crimen, siendo sólo salvado de la prisión y el patíbulo por la intervención de su anciano padre, que ha llegado desde Suiza. Desolado, y consumido por el temor y la obsesión, intenta rehacer como puede su vida: regresa a Ginebra y se prepara para casarse con Elizabeth Lavenza, su novia de toda la vida. Pero el monstruo cumple con su amenaza: la noche de bodas, aprovechando un momento de ausencia de Víctor, que teme por su propia vida, regresa y asesina a Elizabeth estrangulándola.
Incapaz de soportar tal cúmulo de muertes y desgracias, el padre de Frankenstein muere de tristeza, tras lo cual el propio Victor está a punto de perder la razón. No creyendo nadie la historia de que es un monstruo quien está detrás de todas esas muertes, decide consagrar lo que queda de su vida a perseguirlo y a exterminarlo. Al cabo de varios años, llega a las soledades del Ártico, donde el capitán Walton, director de una expedición de exploración que intenta encontrar un paso al norte que facilite las rutas de navegación, lo recoge moribundo en su barco. Con su último aliento le relata su historia, le insiste que no cometa los mismos errores que él cometió y le ruega que se deshaga del Monstruo. Poco después, éste se presenta en el barco, se lamenta sobre el cadáver de su creador, y por su propio y aciago destino, ruega a Walton que no lo juzgue con demasiada severidad por sus crímenes -pues nadie ha sufrido por ellos tanto como él mismo- y abandona el barco jurando poner fin a su existencia quemándose vivo en una hoguera en el Polo Norte.

## Análisis e interpretación
Diversos críticos y estudiosos de la novela, que la han analizado en profundidad, han aventurado la posibilidad de que el Monstruo sea una metáfora de un niño sin madre: la propia Mary Shelley perdió a su progenitora a poco de nacer ella, y ella misma tuvo una relación un tanto problemática con su padre durante toda su vida. Como el Monstruo, Mary también tuvo una niñez aislada y solitaria, que pasó frecuentemente leyendo o escribiendo. Otras veces el Monstruo, aparecido precisamente en los albores de la Revolución Industrial, ha sido visto como el símbolo de una clase social oprimida: la propia Shelley escribió que el Monstruo "reconocía la división de la propiedad, las inmensas riquezas y la pobreza mísera". Otros han visto al Monstruo como el resultado trágico de una tecnología incontrolada: la encarnación del miedo de la gente a crear algo que no se pueda dominar. También se ha querido ver en su historia una crítica implícita al tradicional conocimiento científico de tipo patriarcal, del que las mujeres están excluidas. Al mismo tiempo, entroncaría con leyendas medievales europeas sobre la creación de vida artificial, tales como Fausto o el Golem, en las que el componente mágico o sobrenatural habría sido sustituido por la ciencia. Pero el Monstruo como individuo también tiene una vertiente trágica y casi existencialista. Joseph Carroll ha señalado que ocupa: "un territorio limítrofe entre las características que típicamente diferencian protagonistas y antagonistas". Alberto Manguel ha comentado que: "como Adán el sufriente, es un pedazo de arcilla viva que nunca pidió venir a este mundo.[...] En su versión más elevada es Hamlet, es Segismundo en La vida es sueño de Calderón, preguntándose si no es una mota de polvo dentro de una cáscara.". El conjunto de la novela puede verse como "el grito de una criatura que fue creada y rechazada por su progenitor, por su dios [...], una crítica sustancial de la ciencia, del sueño de la razón que produce monstruos..."

## Representaciones notables

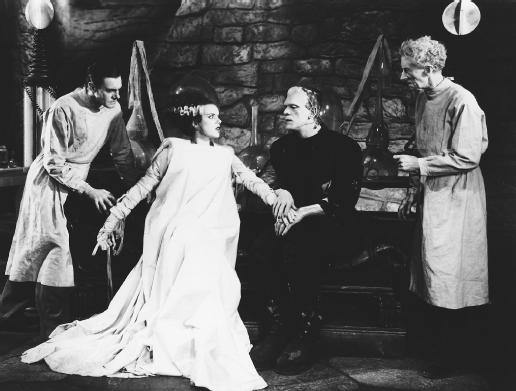
Escena de "La novia de Frankenstein", con el actor Boris Karloff como La criatura

Desde épocas muy tempranas, la obra de Mary Shelley fue objeto de adaptaciones para diversos medios. Uno de los primeros fue el teatro: la obra Presunción, o el destino de Frankenstein, de Richard Brinsley Peake, estrenada en 1823, fue una de las más populares. El papel del Monstruo, que a diferencia de la novela y de modo similar a lo que ocurriría en posteriores adaptaciones al cine, no hablaba, era interpretado por Thomas Potter Cooke, que alcanzaría gran notoriedad por este papel. Por grabados y descripciones de la época, se sabe que llevaba unas mallas azules, una especie de clámide griega y una enorme y enmarañada peluca.
La primera aparición cinematográfica del Monstruo conservada es en el cortometraje mudo de 1910 Frankenstein, de J. Searle Dawley, donde el Monstruo es interpretado por Charles Ogle. La película, que dura 16 minutos, fue producida por los estudios de Edison y se aparta notablemente del libro. Allí el Monstruo aparece como un personaje cargado de espaldas, peludo, que recuerda al Quasimodo de Victor Hugo, con una cabellera igualmente enorme y enmarañada y una frente plana, quizá precursora de caracterizaciones posteriores. Parece que Ogle fue también el autor del maquillaje que lleva.
Pero la más conocida imagen del Monstruo, la que ha quedado más firmemente arraigada en la cultura popular, es la de Boris Karloff en la película de 1931 Frankenstein, dirigida por James Whale y producida por los estudios Universal, y su secuela, La novia de Frankenstein. El Monstruo de Karloff es una figura imponente, de cráneo alto y aplanado, apariencia cadavérica y con unos peculiares tornillos en su cuello, que han quedado como un símbolo del personaje (aunque no se mencionan en el libro) y que se supone actúan como los bornes de una batería, permitiendo que la electricidad entrara en su cuerpo. Lleva un traje oscuro, demasiado estrecho y corto para su tamaño y unas enormes botas de asfaltador, que tenían como fin hacer que Karloff pareciera aún más alto. Aunque es muy fuerte, sus andares son rígidos y torpes (en contraposición al Monstruo original, que era ágil y rápido). El maquillaje, que ha sido enormemente influyente y muy copiado, fue obra de Jack Pierce, que maquilló a otros monstruos de la Universal como el Hombre que ríe, la Momia y el Hombre Lobo. En la película y el sus secuelas, el Monstruo aparece como una criatura de mentalidad bastante simple e infantil, si bien en La novia de Frankenstein aprenderá a hablar, aunque con frases cortas y apenas articuladas. Tiene miedo al fuego. Aunque Karloff volvería a interpretar al Monstruo en La sombra de Frankenstein, la tercera de las películas sobre el personaje producidas por Universal, en las siguientes serían otros los actores -principalmente, Glenn Strange- que retomarían al personaje, aunque conservando sus características básicas y el maquillaje de Jack Pierce. En la actualidad, la imagen de la cara de Karloff con el maquillaje de Frankenstein es propiedad de la compañía de su hija, Sara Karloff, Karloff Enterprises.
Un cambio notable llegaría con la película de 1957 La maldición de Frankenstein, producida por la Hammer y con Christopher Lee en el papel de la Criatura. Como el maquillaje de Karloff estaba registrado entonces por los estudios Universal, el maquillador de la película, Phil Leakey, fue instruido para que creara uno enteramente distinto, más humano y menos monstruoso. De poco parecido físico con Karloff, Lee, alto y delgado, lleva una cabellera tosca y espesa, una cara mortalmente pálida surcada de horribles cicatrices y un ojo velado por una catarata. El Monstruo por él interpretado es un maníaco homicida de instintos asesinos, sin la inocencia del de Karloff. La película fue un gran éxito, y pronto la Hammer produjo su propio ciclo de películas basadas en Frankenstein, con diversas variaciones en los sucesivos monstruos que iban apareciendo.
En la miniserie de 1973 Frankenstein, la historia real, el Monstruo es interpretado por Michael Sarrazin, quien aparece como un hombre normal, apuesto, pero de inteligencia limitada, que progresivamente se va transformando en un monstruo grotesco debido a un fallo en el proceso de creación.
La película de 1994 Frankenstein de Mary Shelley, dirigida por Kenneth Branagh, marca un punto de inflexión importante al querer seguir más fielmente el material original que versiones previas, y en consecuencia, intenta mostrar un Monstruo más semejante al que aparece en la novela. Interpretado por Robert De Niro, el Monstruo sufre de profunda angustia y soledad, y aparece con la cabeza calva y el cuerpo cubierto de sangrientos puntos de sutura y cicatrices. En la película, Victor Frankenstein, interpretado por Kenneth Branagh, utiliza el cadáver de un vagabundo cojo y el cerebro de su difunto profesor para crearlo.
La miniserie de 2004 Frankenstein, dirigida por Kevin Connor y producida por Hallmark, es quizá la adaptación más fiel del libro de todas las existentes. Interpretada por Luke Goss, la Criatura, más humana y delicada que en versiones previas, es inteligente, articulada y sensible, tiene cabello negro y lacio y una complexión mortecina.